# Zuivel

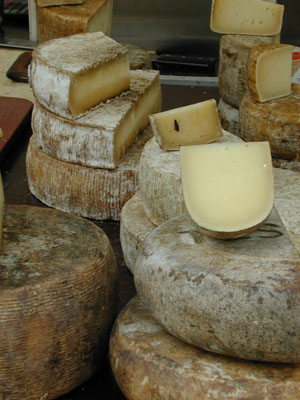
Kaas

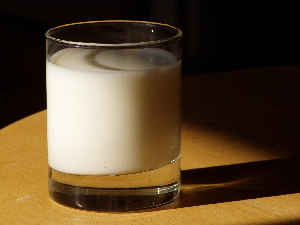
Glas melk

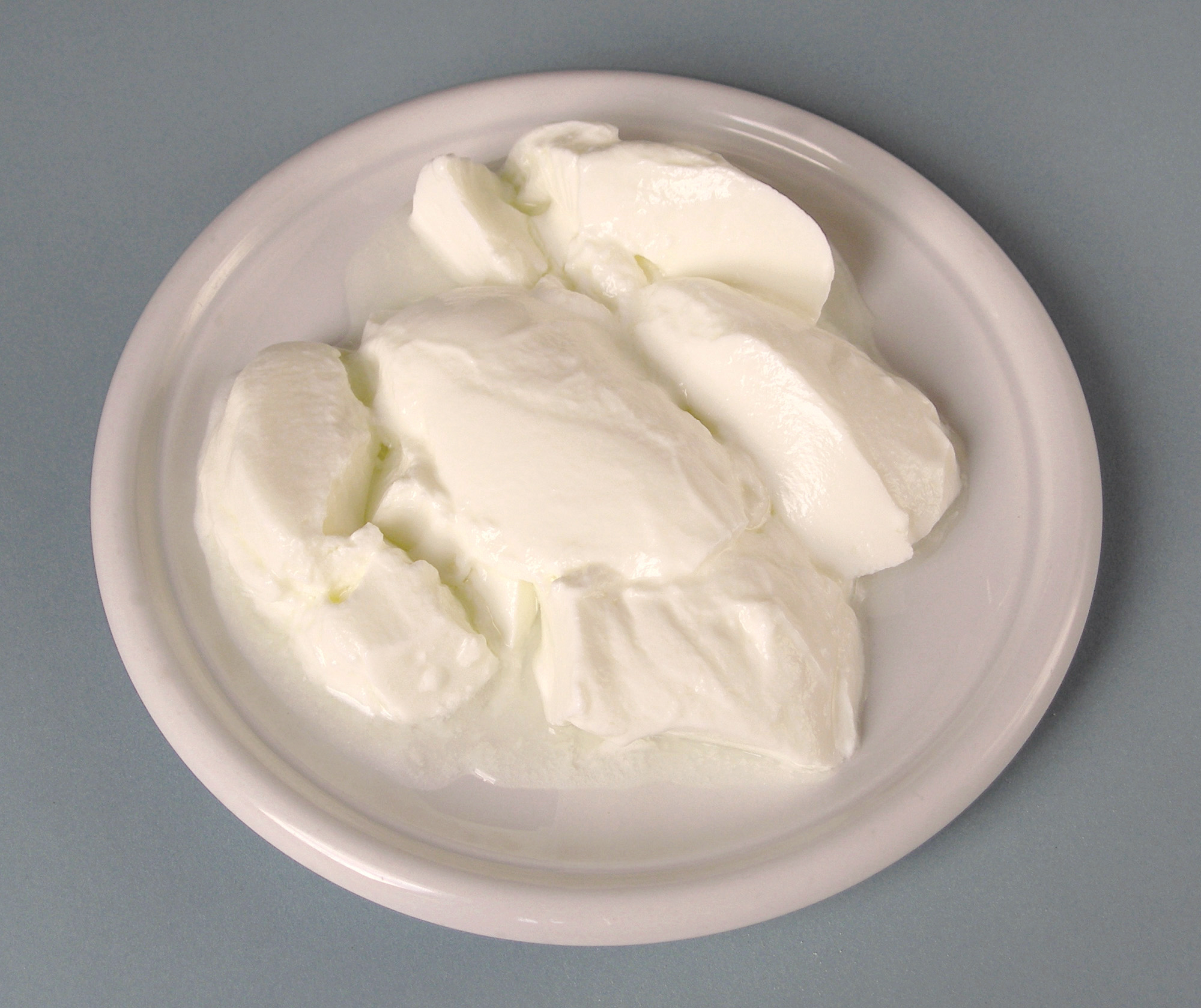
Yoghurt

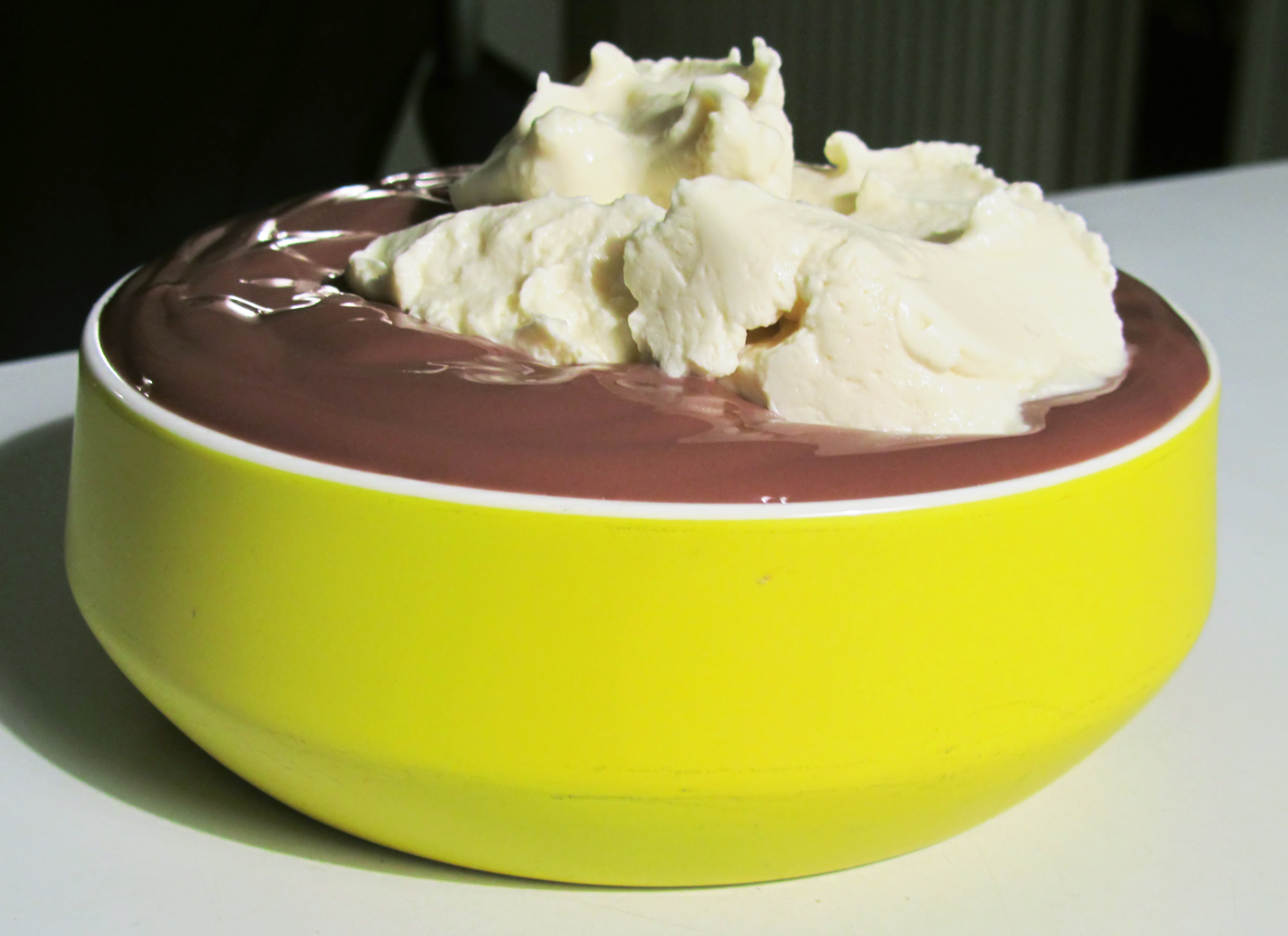
Vla

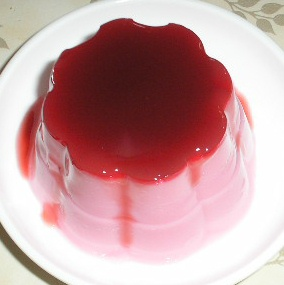
Pudding

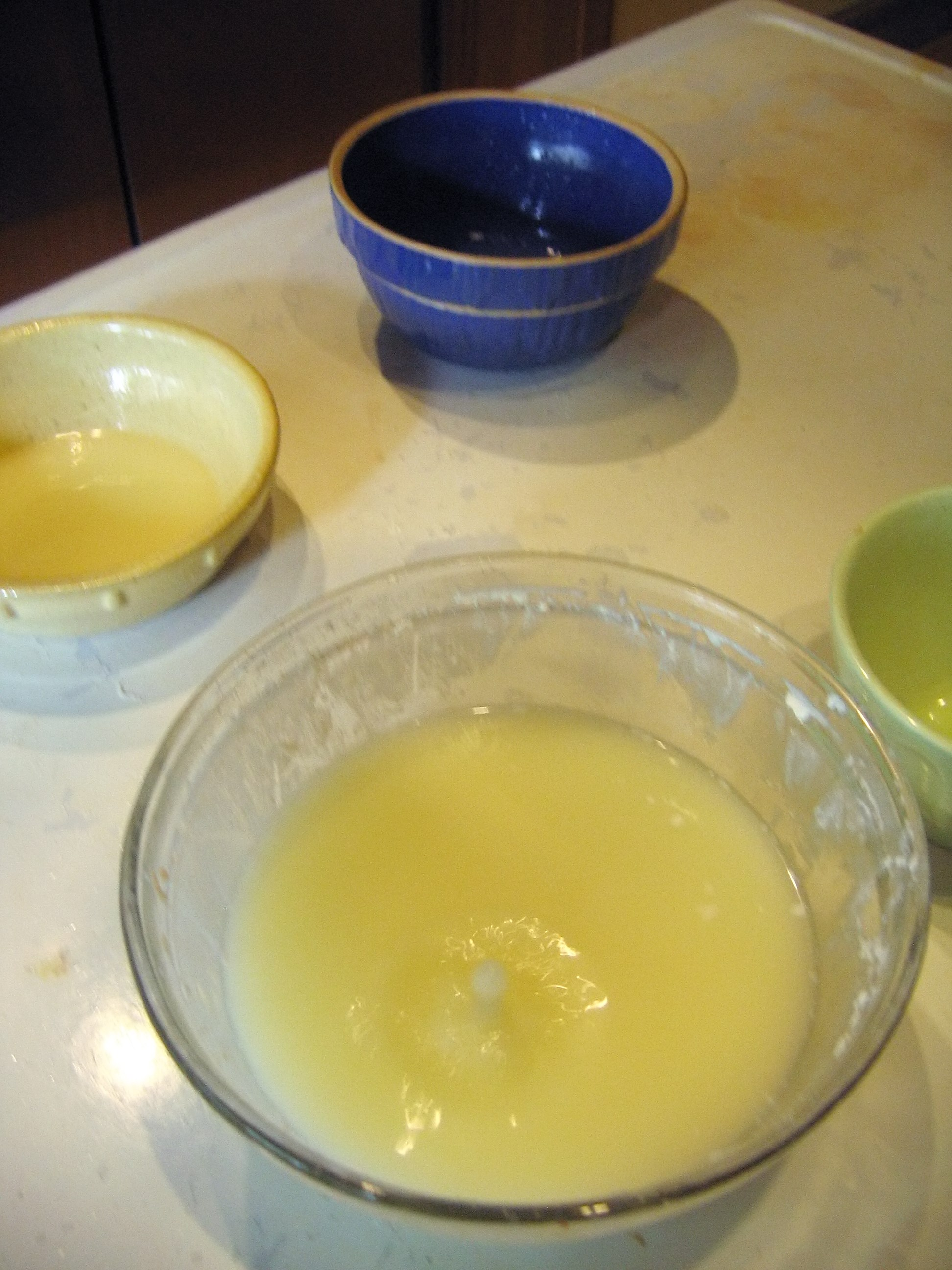
Wei

Zuivel is de algemene naam voor uit rauwe melk bereide producten. Deze melk is uitgescheiden door de melkklieren van zoogdieren. Mensen gebruiken vooral de melk van koeien, schapen, geiten, kamelen, paarden, waterbuffels en jaks.
Vroeger vond het verwerken van melk tot zuivelproducten vooral plaats op de boerderij, dit proces is verschoven naar een zuivelfabriek.
De oudste te dateren bron voor het woord 'zuivel' (Middelnederlands 'suvel') is een Latijnse oorkonde uit 1293, die vermeldt: nec vllam zuuel ('noch enige zuivel').

## Zuivelproducten
- amasi, een yoghurtachtig zuivelproduct uit Zuidelijk Afrika
- boter, een emulsie van waterdruppels in vet.
  - (margarine en halvarine zijn geen melkproducten)
- chocolademelk
- consumptie-ijs
  - roomijs
- crème fraîche, aangezuurde room met 35% of meer melkvet
- halloumi, een traditionele, ongerijpte Cypriotische kaas van koeien-, geiten- en schapenmelk
- hangop, yoghurt of karnemelk die in een thee- of kaasdoek heeft gehangen om dikker te worden
- jakmelk, de uiterst vette melk van de jakkoe
  - jakboter, de zeer zoute gekarnde room van jakmelk
- kaas
- karnemelk (informeel ook: botermelk), een vetarm, licht zuur, drinkbaar product van afgeroomde melk
- kefir, een dik vloeibare, licht zure (koolzuurhoudende) en licht alcoholische melkdrank
- koffiemelk, ingedikte (geëvaporeerde), gehomogeniseerde en gesteriliseerde melk
- kwark
- lassi
- melk
  - taptemelk
- melkpoeder
- pap
- pudding
- room
  - koffieroom
  - slagroom
- skyr, een oorspronkelijk IJslandse magere kwark met de textuur van yoghurt
- smetana, een Russisch/Oost-Europees roomproduct
- umer, een gefermenteerde ingedikte halfvolle melk (Deens: ymer)
- vla
- wei, de vloeistof die bij de kaasbereiding ontstaat door het stremmen van de melk
- yoghurt, een op gecontroleerde wijze gefermenteerd en verzuurd melkproduct
- zuiveldrank
- zure room

## Zuivelproducenten
Hier volgt een lijst van de 11 grootste zuivelproducenten ter wereld, gemeten naar de omzet:
| Ranking | Bedrijf                  | Land             | Omzet 2013 | Omzet 2006 |
| ------- | ------------------------ | ---------------- | ---------- | ---------- |
| 1       | Nestlé                   | Zwitserland      | 21,3       | 14,8 (1)   |
| 2       | Danone                   | Frankrijk        | 15,2       | 8,8 (2)    |
| 3       | Lactalis                 | Frankrijk        | 14,6       | 8,3 (4)    |
| 4       | Fonterra                 | Nieuw-Zeeland    | 11,5       | 6,7 (7)    |
| 5       | FrieslandCampina         | Nederland        | 11,2       | 8,3 (3)    |
| 6       | Dairy Farmers of America | Verenigde Staten | 11,2       | 6,3 (8)    |
| 7       | Arla Foods               | Denemarken       | 9,4        | 6,9 (6)    |
| 8       | Saputo                   | Canada           | 6,6        | -          |
| 9       | Dean Foods               | Verenigde Staten | 6,5        | 7,4 (5)    |
| 10      | Yili                     | China            | 5,7        | -          |
| 11      | Unilever                 | Nederland        | 5,6        | 4,3 (10)   |